# Glicosaminoglicano galattosiltransferasi
La glicosaminoglicano galattosiltransferasi è un enzima appartenente alla classe delle transferasi, che catalizza la seguente reazione:
UDP-galattosio + glicosaminoglicano ⇄ UDP+ D-galattosilglicosaminoglicano
L'enzima è coinvolto nella biosintesi del glicosaminoglicano contenente galattosio dell'ameba Dictyostelium discoideum.